# Riccardo Capellini
Riccardo Capellini (Cremona, Italia, 1 de marzo de 2000) es un futbolista italiano que juega de defensa central en el Benevento Calcio de la Serie B de Italia.

## Trayectoria
Capellini comenzó su formación en las filas de las divisiones inferiores de la Cremonese, hasta que en 2015 ingresó en la estructura de la Juventus de Turín para jugar en el equipo sub-17. 
En las siguientes temporadas formaría parte de los equipos sub-19 y sub-23. 
En la temporada 2019-2020, fue cedido a la Pistoiese de la Serie D italiana.
Durante la temporada 2020-2021, regresa a la Juventus sub-23 de la Serie C italiana, donde Capellini disputa 2.091 minutos, siendo una pieza importante del equipo filial, participando también en varias convocatorias con el primer equipo en Serie A y Copa Italia. 
El 21 de julio de 2021, se comprometió con el C. D. Mirandés de la Segunda División de España, cedido por una temporada por la Juventus de Turín.

## Clubes
| Club                          | País   | Año       |
| ----------------------------- | ------ | --------- |
| Juventus de Turín "B"         | Italia | 2019      |
| U. S. Pistoiese 1921 (cedido) | Italia | 2019-2020 |
| Juventus de Turín "B"         | Italia | 2020-2021 |
| C. D. Mirandés (cedido)       | España | 2021-2022 |
| Benevento Calcio              | Italia | 2022-     |